# Ярутка полевая
Яру́тка полева́я (лат. Thláspi arvénse) — однолетнее травянистое растение, вид рода Ярутка (Thlaspi) семейства Капустные (Brassicaceae).
Народные названия растения: денежник, копеечник, жабная трава, позвонок, вередник, клопник, клопик, веничек, занозка, волоски. Стоит обратить внимание, что копеечник также название рода растений семейства Бобовые (Fabaceae).

## Ботаническое описание

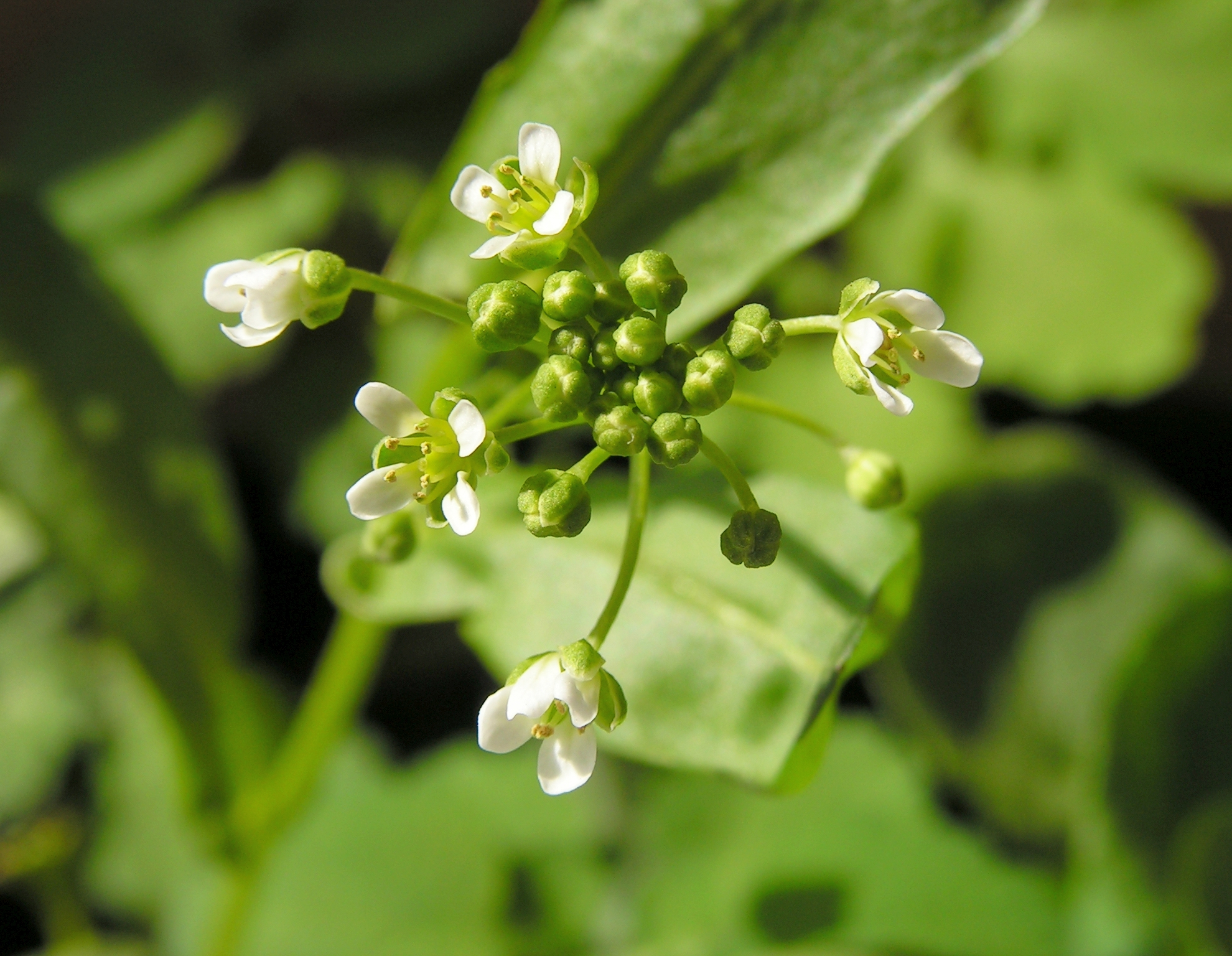
Ярутка полевая. Соцветие

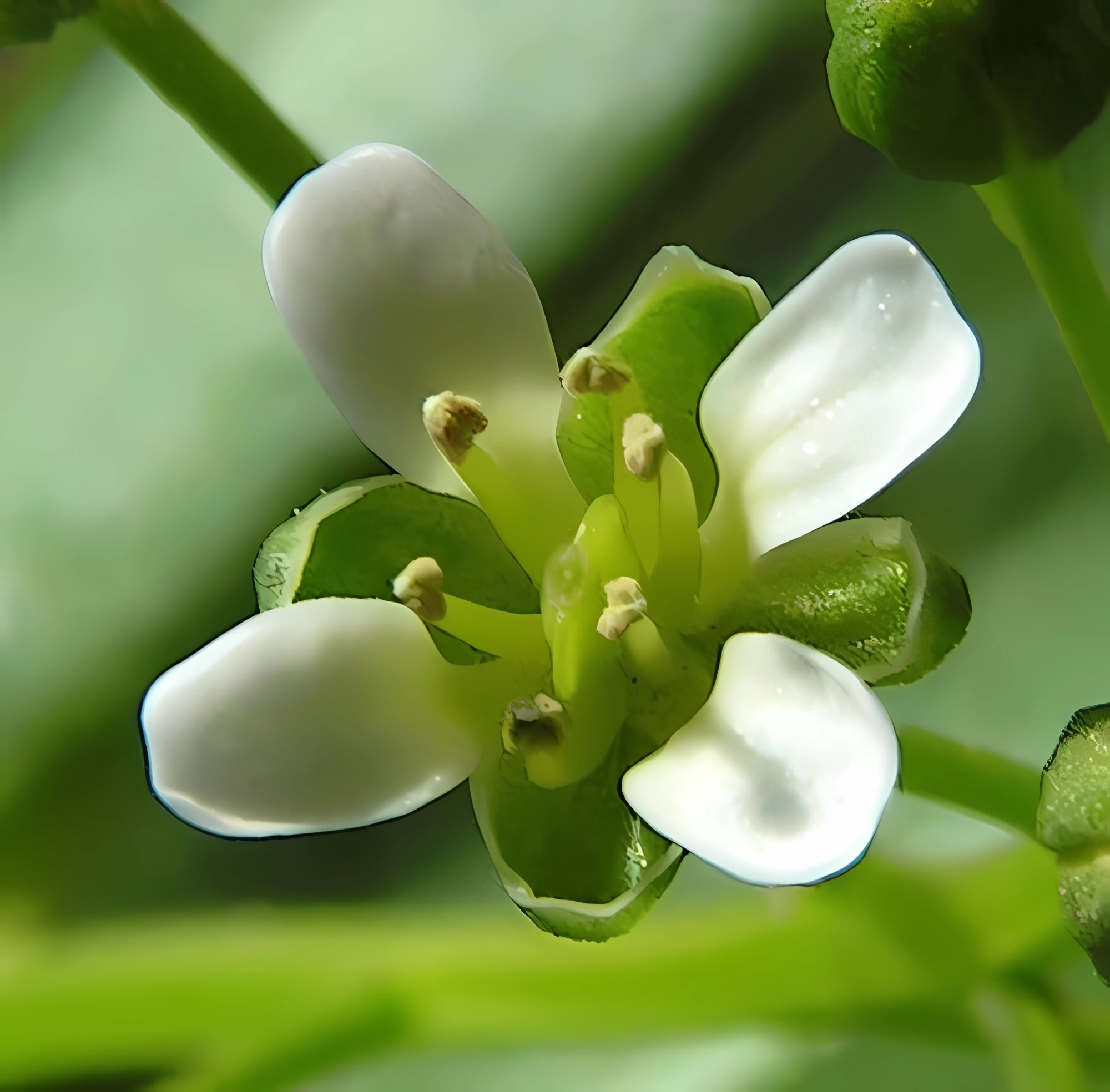
Ярутка полевая. Цветок крупным планом (размер цветка — около 5 мм)

Однолетнее растение 10—50 см высотой.
Стебли простые или ветвистые.
Нижние листья продолговатые или овальные, черешковые; стеблевые — стреловидные, сидячие.
Чашелистиков четыре, их длина — от 2 до 2,5 мм. Лепестков также четыре, они белые, продолговатые, длиной 3—5 мм. Тычинок шесть, пестик один.
Плоды — стручочки округлой или округло-овальной формы, длиной 12—18 мм, шириной 11—16 мм. Семена коричневые, бороздчатые, длиной 1,75—2,5 мм, шириной 1,25—1,75 мм. Одно растение может дать около 10 тысяч семян. Семена заделанные глубже 6 см не прорастают.
Цветёт с весны до осени, давая несколько поколений.

## Экология и распространение
В природе произрастает на всей территории Европы, на Ближнем Востоке (за исключением Аравийского полуострова) и в Центральной Азии. На территории России произрастает от Западной Сибири до Дальнего Востока. Вид включен в ботанический атлас растений Ленинградской области.
Встречается на суходольных лугах, залежах, пустырях, по дорогам, на солонцах. Сорное растение, может засорять как озимые, так и яровые культуры.

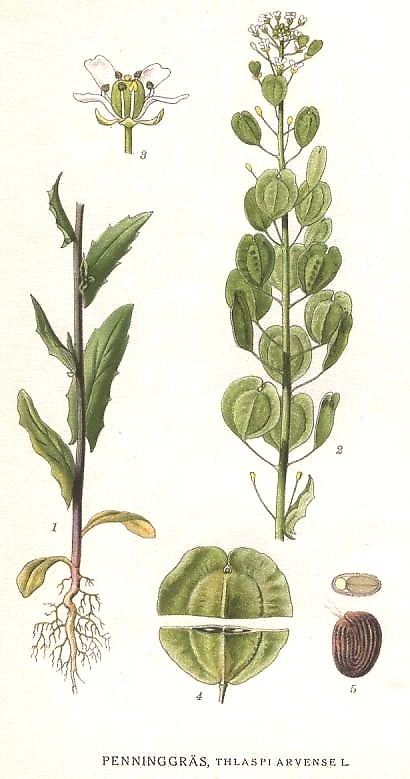
Ярутка полевая.

## Химический состав
Все части растения богаты аскорбиновой кислотой. В молодых листьях содержится около 20 % сырого белка, до 40 % безазотистых экстрактивных веществ и до 25 % клетчатки, до 0,1 % аскорбиновой кислоты.
| Фаза   | Воды (в %) | От абсолютного сухого вещества в % | От абсолютного сухого вещества в % | От абсолютного сухого вещества в % | От абсолютного сухого вещества в % | От абсолютного сухого вещества в % | Источник и район           |
| Фаза   | Воды (в %) | золы                               | протеина                           | жира                               | клетчатки                          | БЭВ                                | Источник и район           |
| ------ | ---------- | ---------------------------------- | ---------------------------------- | ---------------------------------- | ---------------------------------- | ---------------------------------- | -------------------------- |
| Трава  | 15,3       | 21,9                               | 28,2                               | 1,9                                | 24,8                               | 23,2                               | Милашевский, 1932, Саратов |
| Семена | 9,0        | 6,3                                | 22,9                               | 33,0                               | 20,0                               | 17,8                               | Милашевский, 1932, Саратов |
| Жмыхи  | 6,1        | 18,9                               | 26,8                               | 17,6                               | 21,7                               | 15,0                               | Милашевский, 1932, Саратов |

## Значение и применение
В семенах содержится масло (до 30 %), которое может использоваться в технических целях.
Как вегетативные органы, так и семена содержат гликозид синигрин, который обладает сильным запахом чеснока; по этой причине молоко коров, которым давали корма с примесью семян ярутки полевой, может приобрести чесночный запах.
На пастбище не поедается или немного поедается до цветения кроликами, крупно рогатым скотом, свиньями, лошадьми, маралами. В фазе плодоношения зафиксированы случаи отравления скота при поедании сена с большой примесью ярутки полевой.

## Классификация

### Таксономия[10]
Thlaspi arvense  L., 1753, Sp. Pl. : 645
Вид Ярутка полевая относится к роду Ярутка (Thlaspi) относится к семейству Капустные (Brassicaceae) порядка Капустоцветные (Brassicales). Кладограмма в соответствии с Системой APG IV по состоянию на июнь 2023 года:
|  |                                      |  |                                   |                                   |                     |  | ещё 16 семейств | ещё 16 семейств |                |  |  |  | еще 17 подтвержденных видов и 22 вида, ожидающих подтверждения |
|  |                                      |  |                                   |                                   |                     |  | ещё 16 семейств | ещё 16 семейств |                |  |  |  | еще 17 подтвержденных видов и 22 вида, ожидающих подтверждения |
|  |                                      |  |                                   | порядок Капустоцветные            |                     |  |                 |                 | род Ярутка     |  |  |  |                                                                |
|  |                                      |  |                                   | порядок Капустоцветные            |                     |  |                 |                 | род Ярутка     |  |  |  |                                                                |
|  | отдел Цветковые, или Покрытосеменные |  |                                   |                                   | семейство Капустные |  |                 |                 | Ярутка полевая |  |  |  |                                                                |
|  | отдел Цветковые, или Покрытосеменные |  |                                   |                                   | семейство Капустные |  |                 |                 |                |  |  |  |                                                                |
|  |                                      |  | ещё 63 порядка цветковых растений | ещё 63 порядка цветковых растений |                     |  |                 | ещё 354 рода    | ещё 354 рода   |  |  |  |                                                                |
|  |                                      |  |                                   | ещё 63 порядка цветковых растений |                     |  |                 |                 | ещё 354 рода   |  |  |  |                                                                |

### Синонимы
- Crucifera thlaspi  E.H.L.Krause
- Lepidium thlaspi  Roxb.
- Teruncius arvense  (L.) Lunell
- Teruncius arvensis  Lunell
- Thlaspi baicalense  DC.
- Thlaspi collinum  M.Bieb.
- Thlaspi strictum  Dalla Torre & Sarnth.
- Thlaspidea arvensis  Opiz
- Thlaspidium arvense  Bubani